# توبي إيمادا
تيموتيو توبياس «توبي» إيمادا (بالإنجليزية: Timoteo Tobias "Toby" Imada؛ مواليد 20 أبريل 1978) هو مُقاتل فنون قتالية مختلطة أمريكي مُعتزل.

## وصلات خارجية
- توبي إيمادا على موقع بيلاتور (الإنجليزية)
- توبي إيمادا على موقع شيردوغ (الإنجليزية)
- توبي إيمادا على موقع IMDb (الإنجليزية)